# عمر الدقاق
عمر الدقاق (1927 - 9 نوفمبر 2020) أديب وكاتب وناقد وأستاذ جامعي سوري من مواليد محافظة حلب، عضو مجمع اللغة العربية بدمشق، وعميد كلية الآداب بجامعة حلب سابقًا، كما ترأس قسم اللغة العربية في جامعة قطر عام 1993.
أسس مع زملاء له كلية الآداب بجامعة حلب وساهم في اختيار أساتذتها ووضع المنهج العلمي لها، وفي عهده كانت كلية الآداب نواة وقائدة للحركة الثقافية في حلب حينما حوّل الدكتور هذه الكلية إلى مهرجان ثقافي وأدبي أسبوعي وشهري استضافت كبار الشعراء والمفكرين مثل الشعراء «عمر أبو ريشة» و«نزار قباني» و«محمود درويش» و«الشاعر القروي» وغيرهم.
يعتبر الدكتور عمر الدقاق من الأعضاء المؤسسين لاتحاد الكتاب العرب عام 1969م حيث انتخب عضوًا في مجلس اتحاد الكتاب العرب المركزي، ورأس فرع اتحاد الكتاب العرب بحلب لعدة أعوام. ترأس تحرير مجلة عاديات حلب 1975م الصادرة عن معهد التراث العلمي العربي، وشارك في تحرير مجلة «بحوث جامعة حلب»، وكان عضوًا في لجنة النثر بالمجلس الأعلى للفنون والآداب.

## دراسته
درس اللغة العربية في كلية الآداب بجامعة دمشق ليتخرج منها عام 1950م بإجازة في اللغة العربية ودبلوم تربية، ثم أتم دراسته في جامعة القاهرة ليحصل على درجة الماجستير فيها عام 1960م من معهد الدراسات العربية العالمية، ثم حصل على درجة الدكتوراه من جامعة عين شمس عام 1966م بمصر.

## حياته المهنية
عمل بعدة مواقع وهي:
- مدرسًا للأدب العربي في المدارس الثانوية.
- مفتش اختصاصي للغة العربية، وزارة التربية 1960 – 1963م.
- أستاذ الأدب العربي في كلية الآداب في جامعة حلب، عام 1966م.
- عميد كلية الآداب والعلوم الإنسانية في جامعة حلب، عام 1970 ـ 1980م.[4]
- رئيس قسم اللغة العربية في جامعة قطر، عام 1993م.
- محاضر في جامعة حلب، جامعة دمشق، جامعة اللاذقية (تشرين سابقًا)، جامعة حمص (البعث سابقًا)، وأستاذ زائر في عدد من الجامعات في الجزائر والعراق والسعودية وقطر وفرنسا وأرمينيا.

كما شارك في مؤتمرات وندوات والأدباء والكتاب في سورية ومصر والسودان وتونس وفرنسا ويوغسلافيا وأبوظبي وطهران.
عضو في عدد من المنظمات والجمعيات منها:
1. عضو المجلس الأعلى للآداب والفنون بدمشق 1963م.
2. عضو جمعية العاديات بحلب، عام 1973
3. رئيس تحرير حولية (عاديات حلب)، عام: 1975 – 1979م.
4. رئيس فرع اتحاد الكتاب العرب بحلب، عام: 1976م. ثم عام: 1983م.
5. اُنتخب عضوًا ومُراسلاً في مجمع اللغة العربية بدمشق، عام: 1991م.

### جوائز وتكريمات
- كرمته مديرية الثقافة بالتعاون مع جمعية العاديات، عام: 2011.
- نال جائزة الدولة التقديرية لعام 2013
- جائزة الدكتور جميل محفوظ للعطاء والإبداع، عام: 2007م.[6]
- جائزة الباسل للإبداع الفكري والأدبي، حلب عام: 1999م.
- أُدرج اسمه في الكتاب العالمي للنابهين، كمبردج، عام: 1980م.

رفد بمقالاته ودراساته وبحوثه ومحاضراته وندواته، المنابر والدوريات والصحافة الأدبية والموسوعة العربية في سورية ولبنان والمغرب وتونس والجزائر والسعودية وقطر والإمارات ولندن وباريس والهند والصين.

## مؤلفاته
ألّف 39 كتابًا منفردًا ومشاركًا في الأدب واللغة والنقد والآثار، وأكثر من 150 من البحوث في الدراسات الأدبية منها:
1. الاتجاه اللغوي في الشعر المعاصر. (دراسة) المكتبة العربية، حلب: 1968م.
2. شعراء العصبة الأندلسية في المهجر. (دراسة) دار الشرق، حلب: 1967م.
3. الترقيصات والترنيمات في أشعار الأمهات، دار الفكر 2004م.
4. فنون الأدب المعاصر في سورية، (دراسة) دار الشرق، حلب: 1971م.
5. الاتجاهات الأدبية في الشعر القومي.
6. القروي الشاعر الثائر.
7. الأمالي لـ أبو علي القالي، (دراسة واختبار).
8. مصادر التراث العربي في اللغة والمعاجم والأدب والتراجم.
9. عنادل مهاجرة: دراسة في الشعر المهجري، اتحاد الكتاب العرب، دمشق: 1971م.
10. ملامح الشعر الأندلسي، (دراسة) دار الشرق، حلب: 1973م.
11. شعراء العصبة الأندلسية في المهجر، (دراسة) دار الشرق، بيروت: 1973م.
12. نقد الشعر القومي (دراسة)، اتحاد الكتاب العرب، دمشق: 1978م.
13. ايبلا، منعطف التاريخ (دراسة)، وزارة الثقافة، دمشق: 1979م.
14. معركة الزلاقة (سلسلة)، دار الشرق العربي، بيروت: 1982م.
15. صُنَّاع الأدب (دراسة)، اتحاد الكتاب العرب، دمشق: 1987م.
16. مواكب الأدب العربي عبر العصور (دراسة). دار طلاس، دمشق: 1988م.
17. أصداء حطين والقدس في الشعر العربي (دراسة) اتحاد الكتاب العرب، دمشق: 1991م.
18. منهل البلاغة (دراسة بالاشتراك). مكتبة طباخ، حلب: 1953م.
19. خليل هنداوي (دراسة بالاشتراك). وزارة الثقافة، دمشق: 1980م.
20. اللغة العربية لغير المختصين (3-4) جامعة تشرين، اللاذقية: 1986م.